# Округа и муниципалитеты Индонезии
Индонезия является, согласно действующей конституции, унитарной республикой и делится на провинции (индон. provinsi), которых, по состоянию на начало 2023 года, насчитывается 34, включая Особый столичный округ Джакарта и Особый округ Джокьякарта, формально не являющиеся провинциями, но приравниваемые к ним по статусу). Провинции, в свою очередь, в соответствии с действующим законом о местном самоуправлении, делятся на округа — кабупа́тены (индон. kabupaten) и городские муниципалитеты — ко́ты (индон. kota, до 1999 года — индон. kotamadya), не входящие в округа и равные им по статусу. По состоянию на конец 2022 года в Индонезии насчитывалось 416 округов и 98 городских муниципалитетов, при этом имеется тенденция к увеличению их числа — в частности, в контексте текущего разукрупнения административно-территориального деления Западной Новой Гвинеи — в 2022 году на этой территории было создано четыре новых провинции.
Округ управляется регентом — бупа́ти (индон. bupati), город — мэром — валико́та (индон. walikota). Полномочия регентов и мэров городских муниципалитетов идентичны, те и другие избираются местным населением сроком на пять лет. В округах и городских муниципалитетах органами законодательной власти также являются Советы народных представителей, избираемые местным населением на пятилетний срок.
Некоторой спецификой отличается административное устройство Столичного округа, который состоит из пяти административных городских муниципалитетов (индон. kota administrasi) и одного административного округа (индон. kabupaten administrasi). Эти административные единицы имеют несколько меньшую степень управления, чем обычные городские муниципалитеты и округа, их мэры и, соответственно, регент назначаются губернатором Джакарты.
Округа и городские муниципалитеты подразделяется на районы, в большей части провинций имеющие название кечама́тан (индон. kecamatan), во главе каждого из которых стоит руководитель — чама́т (индон. camat), назначаемый регентом округа или мэром города.

## Ачех (Аче)
1. Kabupaten Aceh Barat → Округ Западный Ачех
2. Kabupaten Aceh Barat Daya → Округ Юго-Западный Ачех
3. Kabupaten Aceh Besar → Большой Ачех
4. Kabupaten Aceh Jaya → Округ Ачех-Джая
5. Kabupaten Aceh Selatan → Округ Южный Ачех
6. Kabupaten Aceh Singkil → Округ Ачех-Синкил
7. Kabupaten Aceh Tamiang → Округ Ачех-Тамианг
8. Kabupaten Aceh Tengah → Округ Центральный Ачех
9. Kabupaten Aceh Tenggara → Округ Юго-Восточный Ачех
10. Kabupaten Aceh Timur → Округ Восточный Ачех
11. Kabupaten Aceh Utara → Округ Северный Ачех
12. Kabupaten Bener Meriah → Округ Бенермериах
13. Kabupaten Bireuen → Округ Бирёэн
14. Kabupaten Gayo Lues → Округ Гайолуэс
15. Kabupaten Nagan Raya → Округ Наганрая
16. Kabupaten Pidie → Округ Пиди
17. Kabupaten Pidie Jaya → Округ Пидиджая
18. Kabupaten Simeulue → Округ Симёлуэ
19. Kota Banda Aceh → Муниципалитет Банда-Ачех
20. Kota Langsa → Муниципалитет Лангса
21. Kota Lhokseumawe → Муниципалитет Лхоксёмаве
22. Kota Sabang → Муниципалитет Сабанг
23. Kota Subulussalam → Муниципалитет Субулуссалам

## Банка-Белитунг
1. Kabupaten Bangka → Округ Банка
2. Kabupaten Bangka Barat → Округ Западная Банка
3. Kabupaten Bangka Tengah → Округ Центральная Банка
4. Kabupaten Bangka Selatan → Округ Южная Банка
5. Kabupaten Belitung → Округ Белитунг
6. Kabupaten Belitung Timur → Округ Восточный Белитунг
7. Kota Pangkal Pinang → Муниципалитет Панкалпинанг

## Бенкулу
1. Kabupaten Bengkulu Selatan → Округ Южный Бенкулу
2. Kabupaten Bengkulu Tengah → Округ Центральный Бенкулу
3. Kabupaten Bengkulu Utara → Округ Северный Бенкулу
4. Kabupaten Kaur → Округ Каур
5. Kabupaten Kepahiang → Округ Кепахианг
6. Kabupaten Lebong → Округ Лебонг
7. Kabupaten Mukomuko → Округ Мукомуко
8. Kabupaten Rejang Lebong → Округ Реджанг-Лебонг
9. Kabupaten Seluma → Округ Селума
10. Kota Bengkulu → Муниципалитет Бенкулу

## Джамби
1. Kabupaten Batang Hari → Округ Батангхари
2. Kabupaten Bungo → Округ Бунго
3. Kabupaten Kerinci → Округ Керинчи
4. Kabupaten Merangin → Округ Мерангин
5. Kabupaten Muaro Jambi → Округ Муаро-Джамби
6. Kabupaten Sarolangun → Округ Саролангун
7. Kabupaten Tanjung Jabung Timur → Округ Восточный Танджунг-Джабунг
8. Kabupaten Tanjung Jabung Barat → Округ Западный Танджунг-Джабунг
9. Kabupaten Tebo → Округ Тебо
10. Kota Jambi → Муниципалитет Джамби
11. Sungaipenuh → Муниципалитет Сунгайпенух

## Лампунг
1. Kabupaten Lampung Barat → Округ Западный Лампунг
2. Kabupaten Lampung Selatan → Округ Южный Лампунг
3. Kabupaten Lampung Tengah → Округ Центральный Лампунг
4. Kabupaten Lampung Timur → Округ Восточный Лампунг
5. Kabupaten Lampung Utara → Округ Северный Лампунг
6. Kabupaten Mesuji → Месуджи
7. Kabupaten Pesawaran → Песаваран
8. Kabupaten Pesisir Barat → Западный Песисир
9. Kabupaten Pringsewu → Прингсеву
10. Kabupaten Tanggamus → Тангамус
11. Kabupaten Tulang Bawang → Округ Тулангбаванг
12. Kabupaten Tulang Bawang Barat → Округ Западный Тулангбаванг
13. Kabupaten Way Kanan → Округ Вай-Канан
14. Kota Bandar Lampung → Муниципалитет Бандар-Лампунг
15. Kota Metro → Муниципалитет Метро

## Риау
1. Kabupaten Bengkalis → Округ Бенкалис
2. Kabupaten Indragiri Hilir → Округ Нижняя Индрагири (ср. река Индрагири)
3. Kabupaten Indragiri Hulu → Округ Верхняя Индрагири
4. Kabupaten Kampar → Округ Кампар
5. Kabupaten Kepulauan Meranti → Округ Острова Меранти
6. Kabupaten Kuantan Singingi → Округ Куантансингинги
7. Kabupaten Pelalawan → Округ Пелалаван
8. Kabupaten Rokan Hulu → Округ Верхний Рокан
9. Kabupaten Rokan Hilir → Округ Нижний Рокан
10. Kabupaten Siak → Округ Сиак
11. Kota Dumai → Муниципалитет Думай
12. Kota Pekanbaru → Муниципалитет Паканбару

## Кепулауан-Риау
1. Kabupaten Bintan → Округ Бинтан
2. Kabupaten Karimun → Округ Каримун
3. Kabupaten Kepulauan Anambas → Округ Кепулауан-Анамбас
4. Kabupaten Lingga → Округ Линга
5. Kabupaten Natuna → Округ Натуна (округ)
6. Kota Batam → Муниципалитет Батам
7. Kota Tanjung Pinang → Муниципалитет Танджунг-Пинанг

## Западная Суматра
1. Kabupaten Agam → Округ Агам
2. Kabupaten Dharmasraya → Округ Дхармасрая
3. Kabupaten Lima Puluh Kota → Округ Лима-Пулух-Кота
4. Kabupaten Kepulauan Mentawai → Округ Острова Ментавай
5. Kabupaten Padang Pariaman → Округ Паданг-Париаман
6. Kabupaten Pasaman → Округ Пасаман
7. Kabupaten Pasaman Barat → Округ Западный Пасаман
8. Kabupaten Pesisir Selatan → Округ Южный Песисир
9. Kabupaten Sijunjung → Округ Сиджунджунг
10. Kabupaten Solok → Округ Солок
11. Kabupaten Solok Selatan → Округ Южный Солок
12. Kabupaten Tanah Datar → Округ Танах-Датар
13. Kota Bukittinggi → Муниципалитет Букиттинги
14. Kota Padang → Муниципалитет Паданг
15. Kota Padangpanjang → Муниципалитет Падангпанджанг
16. Kota Pariaman → Муниципалитет Париаман
17. Kota Payakumbuh → Муниципалитет Паякумбух
18. Kota Sawahlunto → Муниципалитет Савахлунто
19. Kota Solok → Муниципалитет Солок

## Северная Суматра
1. Kabupaten Asahan → Округ Асахан
2. Kabupaten Batubara → Округ Батубара
3. Kabupaten Dairi → Округ Дайри
4. Kabupaten Deli Serdang → Округ Делисерданг
5. Kabupaten Humbang Hasundutan → Округ Хумбангхасундутан
6. Kabupaten Karo → Округ Каро
7. Kabupaten Labuhanbatu → Округ Лабуханбату
8. Kabupaten Labuhanbatu Selatan → Округ Южное Лабуханбату
9. Kabupaten Labuhanbatu Utara → Округ Северное Лабуханбату
10. Kabupaten Langkat → Округ Ланкат
11. Kabupaten Mandailing Natal → Округ Мандайлингнатал
12. Kabupaten Nias → Округ Ниас
13. Kabupaten Nias Barat → Округ Западный Ниас
14. Kabupaten Nias Selatan → Округ Южный Ниас
15. Kabupaten Nias Utara → Округ Северный Ниас
16. Kabupaten Padang Lawas → Округ Паданглавас
17. Kabupaten Padang Lawas Utara → Округ Северный Паданглавас
18. Kabupaten Pakpak Bharat → Округ Пакпакбхарат
19. Kabupaten Samosir → Округ Самосир
20. Kabupaten Serdang Bedagai → Округ Сердангбедагай
21. Kabupaten Simalungun → Округ Сималунгун
22. Kabupaten Tapanuli Selatan → Округ Южное Тапанули
23. Kabupaten Tapanuli Tengah → Округ Центральное Тапанули
24. Kabupaten Tapanuli Utara → Округ Северное Тапанули
25. Kabupaten Toba → Округ Тоба
26. Kota Binjai → Муниципалитет Бинджай
27. Kota Gunungsitoli → Муниципалитет Гунунгситоли
28. Kota Medan → Муниципалитет Медан
29. Kota Padang Sidempuan → Муниципалитет Падангсидемпуан
30. Kota Pematangsiantar → Муниципалитет Пематангсиантар
31. Kota Sibolga → Сиболга
32. Kota Tanjung Balai → Муниципалитет Танджунгбалай
33. Kota Tebing Tinggi → Муниципалитет Тебингтинги

## Южная Суматра
1. Kabupaten Banyuasin → Округ Баньюасин
2. Kabupaten Empat Lawang → Округ Эмпатлаванг
3. Kabupaten Lahat → Округ Лахат
4. Kabupaten Muara Enim → Округ Муара-Эним
5. Kabupaten Musi Banyuasin → Округ Мусибаньюасин
6. Kabupaten Musi Rawas → Округ Мусиравас
7. Kabupaten Musi Rawas Utara → Округ Северный Мусиравас
8. Kabupaten Ogan Ilir → Округ Нижний Оган
9. Kabupaten Ogan Komering Ilir → Округ Нижний Оган-Комеринг
10. Kabupaten Ogan Komering Ulu → Округ Верхний Оган-Комеринг
11. Kabupaten Ogan Komering Ulu Selatan → Округ Южный Верхний Оган-Комеринг
12. Kabupaten Ogan Komering Ulu Timur → Округ Восточный Верхний Оган-Комеринг
13. Kabupaten Penukal Abab Lematang Ilir → Округ Пенукал-Абаб-Нижний Лематанг
14. Kota Lubuklinggau → Муниципалитет Лубуклингау
15. Kota Pagar Alam → Муниципалитет Пагаралам
16. Kota Palembang → Муниципалитет Палембанг
17. Kota Prabumulih → Муниципалитет Прабумулих

## Джакарта
1. Kota Jakarta Barat → Административный муниципалитет Западная Джакарта
2. Kota Jakarta Pusat → Административный муниципалитет Центральная Джакарта
3. Kota Jakarta Utara → Административный муниципалитет Северная Джакарта
4. Kota Jakarta Timur → Административный муниципалитет Восточная Джакарта
5. Kota Jakarta Selatan → Административный муниципалитет Южная Джакарта
6. Kabupaten Kepulauan Seribu → Административный округ Тысяча Островов

## Джокьякарта
1. Kabupaten Bantul → Округ Бантул
2. Kabupaten Gunung Kidul → Округ Гунункидул
3. Kabupaten Kulon Progo → Округ Кулонпрого
4. Kabupaten Sleman → Округ Слеман
5. Kota Yogyakarta → Муниципалитет Джокьякарта

## Бантен
1. Kabupaten Lebak → Округ Лебак
2. Kabupaten Pandeglang → Округ Пандегланг
3. Kabupaten Serang → Округ Серанг
4. Kabupaten Tangerang → Округ Тангеранг
5. Kota Cilegon → Муниципалитет Чилегон
6. Kota Serang → Муниципалитет Серанг
7. Kota Tangerang → Муниципалитет Тангеранг
8. Kota Tangerang Selatan → Муниципалитет Тангеранг-Селатан

## Восточная Ява
1. Kabupaten Bangkalan → Округ Банкалан
2. Kabupaten Banyuwangi → Округ Баньюванги
3. Kabupaten Blitar → Округ Блитар
4. Kabupaten Bojonegoro → Округ Боджонегоро
5. Kabupaten Bondowoso → Округ Бондовосо
6. Kabupaten Gresik → Округ Гресик
7. Kabupaten Jember → Округ Джембер
8. Kabupaten Jombang → Округ Джомбанг
9. Kabupaten Kediri → Округ Кедири
10. Kabupaten Lamongan → Округ Ламонган
11. Kabupaten Lumajang → Округ Лумаджанг
12. Kabupaten Madiun → Округ Мадиун
13. Kabupaten Magetan → Округ Магетан
14. Kabupaten Malang → Округ Маланг
15. Kabupaten Mojokerto → Округ Моджокерто
16. Kabupaten Nganjuk → Округ Нганджук
17. Kabupaten Ngawi → Округ Нгави
18. Kabupaten Pacitan → Округ Пачитан
19. Kabupaten Pamekasan → Округ Памекасан
20. Kabupaten Pasuruan → Округ Пасуруан
21. Kabupaten Ponorogo → Округ Понорого
22. Kabupaten Probolinggo → Округ Проболинго
23. Kabupaten Sampang → Округ Сампанг
24. Kabupaten Sidoarjo → Округ Сидоарджо
25. Kabupaten Situbondo → Округ Ситубондо
26. Kabupaten Sumenep → Округ Суменеп
27. Kabupaten Trenggalek → Округ Тренгалек
28. Kabupaten Tuban → Округ Тубан
29. Kabupaten Tulungagung → Округ Тулунгагунг
30. Kota Batu → Муниципалитет Бату
31. Kota Blitar → Муниципалитет Блитар
32. Kota Kediri → Муниципалитет Кедири
33. Kota Madiun → Муниципалитет Мадиун
34. Kota Malang → Муниципалитет Маланг
35. Kota Mojokerto → Муниципалитет Моджокерто
36. Kota Pasuruan → Муниципалитет Пасуруан
37. Kota Probolinggo → Муниципалитет Проболинго
38. Kota Surabaya → Муниципалитет Сурабая

## Западная Ява
1. Kabupaten Bandung → Округ Бандунг
2. Kabupaten Bandung Barat → Округ Западный Бандунг
3. Kabupaten Bekasi → Округ Бекаси
4. Kabupaten Bogor → Округ Богор
5. Kabupaten Ciamis → Округ Чиамис
6. Kabupaten Cianjur → Округ Чианджур
7. Kabupaten Cirebon → Округ Чиребон
8. Kabupaten Garut → Округ Гарут
9. Kabupaten Indramayu → Округ Индрамаю
10. Kabupaten Karawang → Округ Караванг
11. Kabupaten Kuningan → Округ Кунинган
12. Kabupaten Majalengka → Округ Маджаленка
13. Kabupaten Pangandaran → Округ Пангандаран
14. Kabupaten Purwakarta → Округ Пурвакарта
15. Kabupaten Subang → Округ Субанг
16. Kabupaten Sukabumi → Округ Сукабуми
17. Kabupaten Sumedang → Округ Сумеданг
18. Kabupaten Tasikmalaya → Округ Тасикмалая
19. Kota Bandung → Муниципалитет Бандунг
20. Kota Banjar → Муниципалитет Банджар
21. Kota Bekasi → Муниципалитет Бекаси
22. Kota Bogor → Муниципалитет Богор
23. Kota Cimahi → Муниципалитет Чимахи
24. Kota Cirebon → Муниципалитет Чиребон
25. Kota Depok → Муниципалитет Депок
26. Kota Sukabumi → Муниципалитет Сукабуми
27. Kota Tasikmalaya → Муниципалитет Тасикмалая

## Центральная Ява
1. Kabupaten Banjarnegara → Округ Банджарнегара
2. Kabupaten Banyumas → Округ Баньюмас
3. Kabupaten Batang → Округ Батанг
4. Kabupaten Blora → Округ Блора
5. Kabupaten Boyolali → Округ Бойолали
6. Kabupaten Brebes → Округ Бребес
7. Kabupaten Cilacap → Округ Чилачап
8. Kabupaten Demak → Округ Демак
9. Kabupaten Grobogan → Округ Гробоган
10. Kabupaten Jepara → Округ Джепара
11. Kabupaten Karanganyar → Округ Каранганьяр
12. Kabupaten Kebumen → Округ Кебумен
13. Kabupaten Kendal → Округ Кендал
14. Kabupaten Klaten → Округ Клатен
15. Kabupaten Kudus → Округ Кудус
16. Kabupaten Magelang → Округ Магеланг
17. Kabupaten Pati → Округ Пати
18. Kabupaten Pekalongan → Округ Пекалонган
19. Kabupaten Pemalang → Округ Пемаланг
20. Kabupaten Purbalingga → Округ Пурбалинга
21. Kabupaten Purworejo → Пурвореджо
22. Kabupaten Rembang → Округ Рембанг
23. Kabupaten Semarang → Округ Семаранг
24. Kabupaten Sragen → Округ Сраген
25. Kabupaten Sukoharjo → Округ Сукохарджо
26. Kabupaten Tegal → Округ Тегал
27. Kabupaten Temanggung → Округ Темангунг
28. Kabupaten Wonogiri → Округ Воногири
29. Kabupaten Wonosobo → Округ Вонособо
30. Kota Magelang → Муниципалитет Магеланг
31. Kota Pekalongan → Муниципалитет Пекалонган
32. Kota Salatiga → Муниципалитет Салатига
33. Kota Semarang → Муниципалитет Семаранг
34. Kota Surakarta → Муниципалитет Суракарта
35. Kota Tegal → Муниципалитет Тегал

## Восточный Калимантан
1. Kabupaten Berau → Округ Берау
2. Kabupaten Kutai Barat → Округ Западный Кутай
3. Kabupaten Kutai Kartanegara → Округ Кутай-Картанегара
4. Kabupaten Kutai Timur → Округ Восточный Кутай
5. Kabupaten Mahakam Ulu → Округ Верхний Махакам (ср. река Махакам)
6. Kabupaten Paser → Округ Пасер
7. Kabupaten Penajam Paser Utara → Округ Пенаджам-Северный Пасер
8. Kota Balikpapan → Муниципалитет Баликпапан
9. Kota Bontang → Муниципалитет Бонтанг
10. Kota Samarinda → Муниципалитет Самаринда

## Западный Калимантан
1. Kabupaten Bengkayang → Округ Бенкаянг
2. Kabupaten Kapuas Hulu → Округ Верхний Капуас
3. Kabupaten Kayong Utara → Округ Северный Кайонг
4. Kabupaten Ketapang → Округ Кетапанг
5. Kabupaten Kubu Raya → Округ Кубу-Рая
6. Kabupaten Landak → Округ Ландак
7. Kabupaten Melawi → Округ Мелави
8. Kabupaten Mempawah → Округ Мемпавах
9. Kabupaten Sambas → Округ Самбас
10. Kabupaten Sanggau → Округ Сангау
11. Kabupaten Sekadau → Округ Секадау
12. Kabupaten Sintang → Округ Синтанг
13. Kota Pontianak → Муниципалитет Понтианак
14. Kota Singkawang → Муниципалитет Синкаванг

## Северный Калимантан
1. Kabupaten Bulungan → Округ Булунган
2. Kabupaten Malinau → Округ Малинау
3. Kabupaten Nunukan → Округ Нунукан
4. Kabupaten Tana Tidung → Округ Тана-Тидунг
5. Kota Tarakan → Муниципалитет Таракан

## Центральный Калимантан
1. Kabupaten Barito Selatan → Округ Южное Барито (ср. река Барито)
2. Kabupaten Barito Timur → Округ Восточное Барито
3. Kabupaten Barito Utara → Округ Северное Барито
4. Kabupaten Gunung Mas → Округ Гунунгмас
5. Kabupaten Kapuas → Округ Капуас
6. Kabupaten Katingan → Округ Катинган
7. Kabupaten Kotawaringin Barat → Округ Западный Котаварингин
8. Kabupaten Kotawaringin Timur → Округ Восточный Котаварингин
9. Kabupaten Lamandau → Округ Ламандау
10. Kabupaten Murung Raya → Округ Мурунграя
11. Kabupaten Pulang Pisau → Округ Пулангписау
12. Kabupaten Sukamara → Округ Сукамара
13. Kabupaten Seruyan → Округ Серуян
14. Kota Palangka Raya → Муниципалитет Паланкарая

## Южный Калимантан
1. Kabupaten Balangan → Округ Баланган
2. Kabupaten Banjar → Округ Банджар
3. Kabupaten Barito Kuala → Округ Барито-Куала
4. Kabupaten Hulu Sungai Selatan → Округ Южный Хулусунгай
5. Kabupaten Hulu Sungai Tengah → Округ Центральный Хулусунгай
6. Kabupaten Hulu Sungai Utara → Округ Северный Хулусунгай
7. Kabupaten Kotabaru → Округ Котабару
8. Kabupaten Tabalong → Табалонг
9. Kabupaten Tanah Bumbu → Округ Танахбумбу
10. Kabupaten Tanah Laut → Округ Танахлаут
11. Kabupaten Tapin → Округ Тапин
12. Kota Banjarbaru → Муниципалитет Банджарбару
13. Kota Banjarmasin → Муниципалитет Банджармасин

## Бали
1. Kabupaten Badung → Округ Бадунг
2. Kabupaten Bangli → Округ Бангли
3. Kabupaten Buleleng → Округ Булеленг
4. Kabupaten Gianyar → Округ Гианьяр
5. Kabupaten Jembrana → Округ Джембрана
6. Kabupaten Karangasem → Округ Карангасем
7. Kabupaten Klungkung → Округ Клунгкунг
8. Kabupaten Tabanan → Округ Табанан
9. Kota Denpasar → Муниципалитет Денпасар

## Западная Нуса-Тенгара
1. Kabupaten Bima → Округ Бима
2. Kabupaten Dompu → Округ Домпу
3. Kabupaten Lombok Barat → Округ Западный Ломбок
4. Kabupaten Lombok Tengah → Округ Центральный Ломбок
5. Kabupaten Lombok Timur → Округ Восточный Ломбок
6. Kabupaten Lombok Utara → Округ Северный Ломбок
7. Kabupaten Sumbawa → Округ Сумбава
8. Kabupaten Sumbawa Barat → Округ Западная Сумбава
9. Kota Bima → Муниципалитет Бима
10. Kota Mataram → Муниципалитет Матарам

## Восточная Нуса-Тенгара
1. Kabupaten Alor → Округ Алор
2. Kabupaten Belu → Округ Белу
3. Kabupaten Ende → Округ Энде
4. Kabupaten Flores Timur → Округ Восточный Флорес
5. Kabupaten Kupang → Округ Купанг
6. Kabupaten Lembata → Округ Лембата
7. Kabupaten Malaka → Округ Малака
8. Kabupaten Manggarai → Округ Мангарай
9. Kabupaten Manggarai Barat → Округ Западный Манггарай
10. Kabupaten Manggarai Timur → Округ Восточный Манггарай
11. Kabupaten Nagekeo → Округ Нагекео
12. Kabupaten Ngada → Округ Нгада
13. Kabupaten Rote Ndao → Округ Ротендао
14. Kabupaten Sabu Raijua → Округ Сабурайджуа
15. Kabupaten Sikka → Округ Сикка
16. Kabupaten Sumba Barat → Округ Западная Сумба
17. Kabupaten Sumba Barat Daya → Округ Юго-Западная Сумба
18. Kabupaten Sumba Tengah → Округ Центральная Сумба
19. Kabupaten Sumba Timur → Округ Восточная Сумба
20. Kabupaten Timor Tengah Selatan → Округ Южный Центральный Тимор
21. Kabupaten Timor Tengah Utara → Округ Северный Центральный Тимор
22. Kota Kupang → Муниципалитет Купанг

## Горонтало
1. Kabupaten Boalemo → Округ Боалемо
2. Kabupaten Bone Bolango → Округ Бонеболанго
3. Kabupaten Gorontalo → Округ Горонтало
4. Kabupaten Gorontalo Utara → Округ Северное Горонтало
5. Kabupaten Pohuwato → Округ Похувато
6. Kota Gorontalo → Муниципалитет Горонтало

## Западный Сулавеси
1. Kabupaten Majene → Округ Маджене
2. Kabupaten Mamasa → Округ Мамаса
3. Kabupaten Mamuju → Округ Мамуджу
4. Kabupaten Mamuju Tengah → Округ Центральный Мамуджу
5. Kabupaten Pasangkayu → Округ Пасангкаю
6. Kabupaten Polewali Mandar → Округ Полевали-Мандар

## Северный Сулавеси
1. Kabupaten Bolaang Mongondow → Округ Болаанг-Монгондоу
2. Kabupaten Bolaang Mongondow Selatan → Округ Южный Болаанг-Монгондоу
3. Kabupaten Bolaang Mongondow Timur → Округ Восточный Болаанг-Монгондоу
4. Kabupaten Bolaang Mongondow Utara → Округ Северный Болаанг-Монгондоу
5. Kabupaten Kepulauan Sangihe → Округ Острова Сангихе
6. Kabupaten Kepulauan Sitaro → Округ Острова Ситаро
7. Kabupaten Kepulauan Talaud → Округ Острова Талауд
8. Kabupaten Minahasa → Округ Минахаса
9. Kabupaten Minahasa Selatan → Округ Южная Минахаса
10. Kabupaten Minahasa Tenggara → Округ Юго-Восточная Минахаса
11. Kabupaten Minahasa Utara → Округ Северная Минахаса
12. Kota Bitung → Муниципалитет Битунг
13. Kota Kotamobagu → Муниципалитет Котамобагу
14. Kota Manado → Муниципалитет Манадо
15. Kota Tomohon → Муниципалитет Томохон

## Центральный Сулавеси
1. Kabupaten Banggai → Округ Бангай
2. Kabupaten Banggai Kepulauan → Округ Острова Бангай
3. Kabupaten Banggai Laut → Округ Бангай-Лаут
4. Kabupaten Buol → Округ Буол
5. Kabupaten Donggala → Округ Донгала
6. Kabupaten Morowali → Округ Моровали
7. Kabupaten Morowali Utara → Округ Северный Моровали
8. Kabupaten Parigi Moutong → Округ Париги-Моутонг
9. Kabupaten Poso → Округ Посо
10. Kabupaten Sigi → Округ Сиги
11. Kabupaten Tojo Una-Una → Округ Тоджо-Унауна
12. Kabupaten Toli-Toli → Округ Толитоли
13. Kota Palu → Муниципалитет Палу

## Южный Сулавеси
1. Kabupaten Bantaeng → Округ Бантаэнг
2. Kabupaten Barru → Округ Барру
3. Kabupaten Bone → Округ Боне
4. Kabupaten Bulukumba → Округ Булукумба
5. Kabupaten Enrekang → Округ Энреканг
6. Kabupaten Gowa → Округ Гова
7. Kabupaten Jeneponto → Округ Дженепонто
8. Kabupaten Kepulauan Selayar → Округ Острова Селаяр
9. Kabupaten Luwu → Округ Луву
10. Kabupaten Luwu Timur → Округ Восточное Луву
11. Kabupaten Luwu Utara → Округ Северное Луву
12. Kabupaten Maros → Округ Марос
13. Kabupaten Pangkajene dan Kepulauan → Округ Панкеп
14. Kabupaten Pinrang → Округ Пинранг
15. Kabupaten Sidenreng Rappang → Округ Сиденренг-Раппанг
16. Kabupaten Sinjai → Округ Синджай
17. Kabupaten Soppeng → Округ Соппенг
18. Kabupaten Takalar → Округ Такалар
19. Kabupaten Tana Toraja → Округ Тана-Тораджа
20. Kabupaten Toraja Utara → Округ Северное Тораджа
21. Kabupaten Wajo → Округ Ваджо
22. Kota Makassar → Муниципалитет Макасар
23. Kota Palopo → Муниципалитет Палопо
24. Kota Pare-Pare → Муниципалитет Паре-Паре

## Юго-Восточный Сулавеси
1. Kabupaten Bombana → Округ Бомбана
2. Kabupaten Buton → Округ Бутон
3. Kabupaten Buton Selatan → Округ Южный Бутон
4. Kabupaten Buton Tengah → Округ Центральный Бутон
5. Kabupaten Buton Utara → Округ Северный Бутон
6. Kabupaten Kolaka → Округ Колака
7. Kabupaten Kolaka Timur → Округ Восточная Колака
8. Kabupaten Kolaka Utara → Округ Северная Колака
9. Kabupaten Konawe → Округ Конаве
10. Kabupaten Konawe Kepulauan → Округ Острова Конаве
11. Kabupaten Konawe Selatan → Округ Южное Конаве
12. Kabupaten Konawe Utara → Округ Северное Конаве
13. Kabupaten Muna → Округ Муна
14. Kabupaten Muna Barat → Округ Западная Муна
15. Kabupaten Wakatobi → Округ Вакатоби
16. Kota Bau-Bau → Муниципалитет Баубау
17. Kota Kendari → Муниципалитет Кендари

## Малуку
1. Kabupaten Buru → Округ Буру
2. Kabupaten Buru Selatan → Округ Южный Буру
3. Kabupaten Kepulauan Aru → Округ Острова Ару
4. Kabupaten Maluku Barat Daya → Округ Юго-Западное Малуку
5. Kabupaten Maluku Tengah → Округ Центральное Малуку
6. Kabupaten Maluku Tenggara → Округ Юго-Восточное Малуку
7. Kabupaten Kepulauan Tanimbar → Округ Острова Танимбар
8. Kabupaten Seram Bagian Barat → Округ Западный Серам
9. Kabupaten Seram Bagian Timur → Округ Восточный Серам
10. Kota Ambon] → Муниципалитет Амбон
11. Kota Tual → Муниципалитет Туал

## Северное Малуку
1. Kabupaten Halmahera Barat → Округ Западная Хальмахера
2. Kabupaten Halmahera Selatan → Округ Южная Хальмахера
3. Kabupaten Halmahera Tengah → Округ Центральная Хальмахера
4. Kabupaten Halmahera Timur → Округ Восточная Хальмахера
5. Kabupaten Halmahera Utara → Округ Северная Хальмахера
6. Kabupaten Kepulauan Sula → Округ Острова Сула
7. Kabupaten Pulau Morotai → Округ Остров Моротай
8. Kabupaten Pulau Taliabu → Округ Остров Талиабу
9. Kota Ternate → Муниципалитет Тернате
10. Kota Tidore Kepulauan → Муниципалитет Тидоре

## Западное Папуа
1. Kabupaten Fak-fak → Округ Факфак
2. Kabupaten Kaimana → Округ Каимана
3. Kabupaten Manokwari → Округ Маноквари
4. Kabupaten Manokwari Selatan → Округ Южный Маноквари
5. Kabupaten Pegunungan Arfak → Округ Пегунунган-Арфак (букв. Нагорье Арфак)
6. Kabupaten Teluk Bintuni → Округ Телук-Бинтуни (букв. Залив Бинтуни)
7. Kabupaten Teluk Wondama → Округ Телук-Вондама (букв. Залив Вондама)

## Папуа
1. Kabupaten Biak Numfor → Округ Биак-Нумфор
2. Kabupaten Jayapura → Округ Джаяпура
3. Kabupaten Keerom → Округ Кеэром
4. Kabupaten Kepulauan Yapen → Округ Острова Япен
5. Kabupaten Mamberamo Raya → Округ Мамберамо-Рая
6. Kabupaten Sarmi → Округ Сарми
7. Kabupaten Supiori → Округ Супиори
8. Kabupaten Waropen → Округ Варопен
9. Kota Jayapura → Муниципалитет Джаяпура

## Папуа-Пегунунган
1. Kabupaten Jayawijaya → Округ Джаявиджая
2. Kabupaten Lanny Jaya → Округ Ланни-Джая
3. Kabupaten Nduga → Округ Ндуга
4. Kabupaten Pegunungan Bintang → Округ Пегунунган-Бинтанг
5. Kabupaten Tolikara → Округ Толикара
6. Kabupaten Mamberamo Tengah → Округ Центральное Мамберамо
7. Kabupaten Yahukimo → Округ Яхукимо
8. Kabupaten Yalimo → Округ Ялимо

## Центральное Папуа
1. Kabupaten Deiyai → Округ Деияи
2. Kabupaten Dogiyai → Округ Догияи
3. Kabupaten Intan Jaya → Округ Интан-Джая
4. Kabupaten Mimika → Округ Мимика
5. Kabupaten Nabire → Округ Набире
6. Kabupaten Paniai → Округ Паниай
7. Kabupaten Puncak → Округ Пунчак
8. Kabupaten Puncak Jaya → Округ Пунчак-Джая

## Юго-Западное Папуа
1. Kabupaten Maybrat → Округ Майбрат
2. Kabupaten Raja Ampat → Округ Раджа-Ампат
3. Kabupaten Sorong → Округ Соронг
4. Kabupaten Tambrauw → Округ Тамбраув
5. Kabupaten Sorong Selatan → Округ Южный Соронг
6. Kota Sorong → Муниципалитет Соронг

## Южное Папуа
1. Kabupaten Asmat → Округ Асмат
2. Kabupaten Boven Digoel → Округ Бовендигул
3. Kabupaten Mappi → Округ Маппи
4. Kabupaten Merauke → Округ Мерауке